# Бриллианты (фильм)
«Бриллианты» (англ. Diamonds) — кинофильм режиссёра Менахема Голана, криминальная драма.

## Сюжет
Пути двух братьев-близнецов, росших вместе, непреодолимо расходятся. Один из них становится британским аристократом, а другой оседает в Израиле и становится там ведущим специалистом в области безопасности и охраны.
Но судьба решает снова свести их «нос к носу». Граф Ходгсон (аристократ) решает похитить драгоценные камни. Эти алмазы хранятся в специальном хранилище в Израиле. А руководил строительством этого самого хранилища второй брат — эксперт Чарльз.
Ходгсон хочет и заполучить ценные камни стоимостью в сотни миллионов долларов, и насолить своему брату — и свести с ним свои старые счёты. Граф организовывает специальную группу для преступления и начинает приготовления к воровству бриллиантов. Наиболее сложной оказывается задача взлома сейфа, который имеет всевозможные секреты и хитрости. Удастся ли грабителям заполучить камни, или же хитрее окажется эксперт-охранник?

## В ролях
- Роберт Шоу — Чарльз / граф Ходгсон
- Ричард Раундтри — Арчи
- Барбара Херши — Салли (Барбара Сигулл)
- Шелли Уинтерс — Зельда Шапиро
- Шальф Офир — Моше
- Йосеф Шилоах — Мустафа
- Гади Ягиль — Габи (Гади Ягиль)
- Йона Элиан — Зипи (Джона Элиан)